# Coll de la Quillana
El Coll de la Quillana és una collada que separa les conques de la Tet i de l'Aude situada entre els termes comunals dels Angles, de la comarca del Capcir, i de la Llaguna, de la del Conflent, tots dos de la Catalunya del Nord.
És a l'extrem nord del terme de la Llaguna i al sud del de Matamala, a prop al sud-est de l'extrem meridional del Llac de Matamala.
Presenta uns pendents molt poc pronunciats, per la qual cosa de vegades hom l'anomena també altiplà. N'és una prova el fet que compti amb un petit aeròdrom (l'Aeròdrom de Montlluís - la Quillana). Administrativament pertany a la comuna de la Llaguna, comarca del Conflent, però és a la zona de confluència del Capcir amb la Cerdanya i el Conflent).
L'altiplà que s'estén entorn del Coll de la Quillana conté, a més del dit aeròdrom, l'estació d'esquí de la Quillana i un refugi, a més de l'important Bosc Comunal de la Llaguna.